# Fúlad-Sutun
Abu Mansur Fulad Sutun (+ 1062) fou emir buwàyhida de Fars, governant del 1048 al 1051/1052 i del 1053/1054 al 1056 i en lluita del 1056 a la seva mort. Era fill d'Abu Kalidjar (era un dels almenys 9 fills, però no el gran).
A la mort d'Abu Kalidjar el 1048, el seu fill gran Abu Nasr Khusraw Firuz el va succeir a l'Iraq amb el títol d'al-Màlik ar-Rahim. Abu Mansur Fulad Sutun es va revoltar i es va apoderar de Fars i per un moment del Kirman, si bé aquest en la pràctica fou ocupat per la branca seljúcida de Kirman des de 1048/1049, a la que la va entregar el governador local. Malik al-Rahim va envair Fars i va ocupar Shiraz però degut a l'enfrontament entre les seves tropes turques i les daylamites el van forçar a retirar-se, quedant en mans del seu germà. El 1051 o 1052 al-Malik al-Rahim va retornar al Fars i aquesta vegada va derrotar a Fulad Sutun i durant almenys un any Fars va quedar en poder de l'amir al-umara de l'Iraq. El govern fou concedit a un tercer germà de nom Abu Sad, però per compte d'al-Malik al-Rahim. Fulad Sutun va demanar el suport del sultà seljúcida Toghrul Beg i va poder recuperar Shiraz el 1053 o 1054, reconeixent com a sobirà a Toghrul Beg el nom del qual fou llegit en primer lloc a la khutba, en lloc del d'al-Malik al-Rahim.
El desembre de 1055 el califa abbàssida, el seu visir, i al-Malik al-Rahim, van haver d'acceptar l'entrada de Toghrul Beg a Bagdad i el 15 de desembre de 1055 es va fer la khutba en nom seu. Toghrul va fer entrada solemne el dia 18 de desembre però les seves tropes ghuzz (oghuz) aviat es van enfrontar a la població; Toghrul va acusar al-Malik al-Rahim dels disturbis i pillatges que van seguir, i el va fer detenir el 23 de desembre i el va enviar presoner a Rayy (on va morir el 1058). Això va liquidar la dinastia buwàyhida a l'Iraq però Fulad Sutun va poder conservar el poder al Fars fins al 1056 com a vassall seljúcida. Aquestos deu anys foren un seguit de lluites amb alguns dels seus germans. El 1056 el país fou envaït pels kurds shabankara dirigits per Fadluwayh, i Fulad Sutun va morir en combat contra els kurds el 1062.